# Пыж, Осип Александрович
Осип Александрович Пыж (1900 — ?) — советский инженер, конструктор.

## Биография
Родился 2 марта 1900 года в селе Жоровка (ныне Березинский район, Минская область, Беларусь).
После окончания вуза работал на Ленинградском Кировском заводе. Одновременно с 1930 года преподавал в машиностроительном институте и в Военно-технической академии.
Арестован 24 февраля 1931 года Приговор: 3 года ИТЛ. Освобождён условно-досрочно 17 февраля 1933 года и вернулся на Кировский завод и в Политехнический институт. В 1945 году судимость снята.
Кандидат технических наук, специалист по судовым турбоагрегатам.

## Награды и премии
- Сталинская премия второй степени (1947) — за разработку конструкции и технологии изготовления машины для боевых кораблей

## Книги
- Судовые винтовые насосы [Текст] / О. А. Пыж, Е. С. Харитонов, П. Б. Егорова. — Л. : Судостроение, 1969. — 195, [1] с. : рис.
- Редукторы судовых турбоагрегатов [Текст] : Справ. пособие / [О. А. Пыж, Л. М. Гарваки, Ю. А. Державец, Р. Р. Гальпер]. — Ленинград : Судостроение, 1975. — 271 с. : ил.; 22 см.